# سامی گلدهیل
سامی گلدهیل (انگلیسی: Sammy Gledhill; ۷ ژوئیهٔ ۱۹۱۳ – دسامبر ۱۹۹۴) بازیکن فوتبال اهل بریتانیا بود.
از باشگاه‌هایی که در آن بازی کرده‌است می‌توان به باشگاه فوتبال یورک سیتی اشاره کرد.